# Giganotosaurus
A Giganotosaurus (jelentése 'óriás déli gyík', az ógörög γίγας / gigasz 'óriás', νότος / notosz 'déli szél' és -σαύρος / -szaurosz 'gyík' jelentésű szavak összetételéből) egy carcharodontosaurida dinoszaurusznem, amely a késő kréta kor cenomani korszakában, mintegy 99,6–97 millió évvel ezelőtt élt. Ez az egyik legnagyobb ismert szárazföldi húsevő, a Tyrannosaurus, a Carcharodontosaurus és a Spinosaurus méretét megközelítő vagy valamivel meghaladó állat volt. Fosszilis maradványait Argentínában fedezték fel.

## Felfedezés és fajok

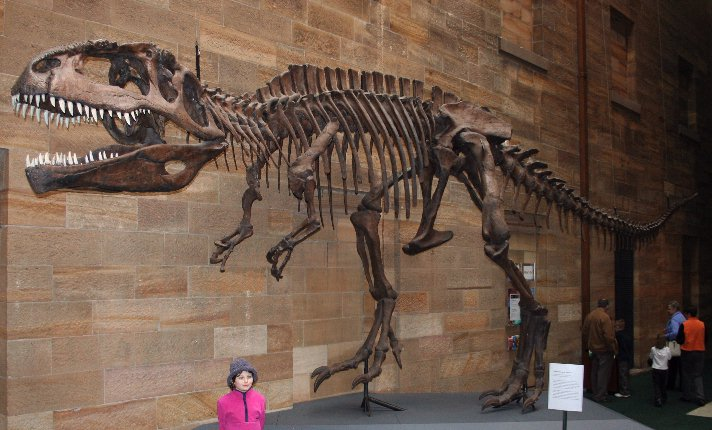
A Giganotosaurus csontvázának másolata a Sydney-i Ausztrál Múzeumban

A különböző óriás theropoda dinoszauruszok, köztük a zöld színnel jelölt Giganotosaurus és az ember méretének összehasonlítása

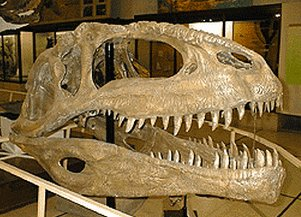
A Giganotosaurus koponyája az argentin Természettudományi Múzeumban (Museo de Ciencias Naturales).

A Giganotosaurus caroliniit egy amatőr fosszíliavadász, Ruben Carolini fedezte fel, aki 1993-ban Patagóniában (Argentína déli részén) talált rá a maradványokra, a jelenleg Candeleros-formáció néven ismert területen. A felfedezést Rodolfo Coria és Leonardo Salgado hozta nyilvánosságra 1995-ben, a Nature című folyóiratban.
A típuspéldány (MUCPv-Ch1) csontváza körülbelül 70%-ban teljes, és a részét képezi a koponya, a csípő, a két combcsont, valamint a csigolyák többsége. A becslés szerint nagyjából 12–13 méter hosszú lehetett. Egy második, jóval töredékesebb példányt (a MUCPv-95 jelzésű leletet) is felfedeztek. Csak az állkapcsa bal oldalának egy része került elő, ami 6,5–8%-kal nagyobb, mint a holotípus megfelelő része. Ez a legnagyobb Giganotosaurus példány, a becslés alapján 13,2 méter hosszú lehetett. A Giganotosaurus tömegét különböző szerzők 4,2–13,8 tonnára becsülték. A Giganotosaurus talán a leghosszabb fejű theropoda, amely ismertté vált, a holotípus koponyáját 1,53–1,80, a második példányét pedig 1,64–1,95 méter hosszúra becsülték. A Giganotosaurus hossza majdnem egy méterrel múlja felül a Tyrannosaurus rexét (melynek maximális becsült hossza 12,4 méter).

## Ősbiológia
A G. carolinii valamivel meghaladta a T. rex méretét, de az agya csak körülbelül feleakkora volt, mint a tyrannosauridáké. A Tyrannosaurus fogai hosszabbak és szélesebbek voltak, de a méret terén nagyobb változatosságot értek el. A Giganotosaurus fogai amellett, hogy rövidebbek, keskenyebbek és kevésbé változatosak voltak, jobban alkalmazkodtak a hús darabolásához. Az állat nagy és keskeny koponyával rendelkezett. Agya jól fejlett szagérzékelő területe arra utal, hogy jó szaglása lehetett.
A Giganotosaurus maradványok közelében talált titanosaurus-féle fosszíliák ahhoz a feltételezéshez vezettek, ami szerint ezek a húsevők óriás növényevőket ejtettek el. A rokonságába tartozó, és csoportosan felfedezett carcharodontosauridák fosszíliái azt jelezhetik, hogy ezek az állatok, köztük a Giganotosaurus is, csapatban vadásztak.
Blanco és Mazzetta (2001-es) becslése alapján a Giganotosaurus futás közben képes lehetett elérni a 14 m/s-os (50 km/h-s) sebességet.

## Osztályozás
A Giganotosaurus és a rokonságába tartozó Tyrannotitan, Mapusaurus és Carcharodontosaurus a Carcharodontosauridae carnosaurus család tagjai. Coria és Currie 2006-ban, több carcharodontosaurida dinoszaurusz felfedezését és leírását követően, amikor a rokoni kapcsolatok feltárása könnyebbé vált, egy külön alcsaládot hoztak létre a Giganotosaurus és a Mapusaurus számára Giganotosaurinae néven.

## Popkulturális hatás

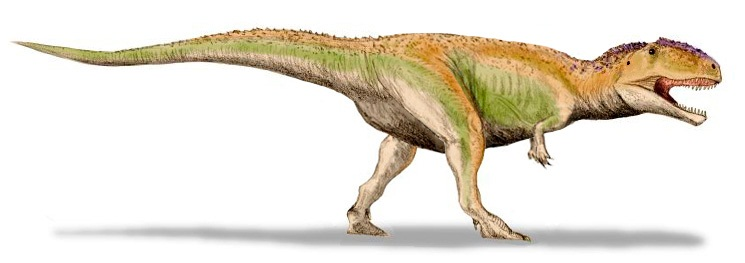
A Giganotosaurus carolinii rekonstrukciója

A Giganotosaurus eredeti fosszíliáját az argentin Neuquenben levő Carmen Funes Múzeumban helyezték el, de a másolatai sok helyen megtalálhatók, például a Sydney-i Ausztrál Múzeumban is. Annak ellenére, hogy nem túl régen fedezték fel, a Giganotosaurus neve már bekerült a popkultúrába. Megtalálható a Dino Crisis 2 című számítógépes játékban, melyben a méretét felnagyították, 7 méter magas és 20 méter hosszú állatként jelent meg, miközben a valódi csípőmagassága körülbelül 3,9 méter, a hossza pedig 13,2 méter lehetett. A játékban képes felemelni és eldobni egy Tyrannosaurust. A Dinoszauruszok, a Föld urai (Walking With Dinosaurs) című dokumentumfilm sorozat az Óriások földje (Walking With Dinosaurs: Land of Giants, 2003) című különkiadásában szereplő Giganotosaurus látható, ahogy magányosan, illetve falkában vadászik az Argentinosaurusra. Feltűnik a Dinosaurs: Giants of Patagonia című filmben is, melyben dr. Rodolfo Coria bemutatja a legnagyobb argentin lelőhelyeket. Gojulas Giga néven szerepel a Dinotópia 2., A világ alattunk (The World Beneath) című részében. Az Őslények kalandorai (Primeval) 3. évadában a Giganotosaurus, nagy mérete és tömege ellenére gyorsan futó, óriási távolságok megtételére képes állatként látható, amely egy jumbo jet utasszállító gépre támad, valamint megöli az angol biológust, Nigel Marvent. 2022-ben szerepelt a Jurassic World: Világuralom című filmben.

## Fordítás
- Ez a szócikk részben vagy egészben a Giganotosaurus című angol Wikipédia-szócikk ezen változatának fordításán alapul.  Az eredeti cikk szerkesztőit annak laptörténete sorolja fel. Ez a jelzés csupán a megfogalmazás eredetét és a szerzői jogokat jelzi, nem szolgál a cikkben szereplő információk forrásmegjelöléseként.